# Henry Cabot Lodge
Henry Cabot Lodge (Boston, 12 maggio 1850 – Cambridge, 9 novembre 1924) è stato un politico statunitense.
Lodge si laureò in storia presso l'Università di Harvard.
Amico da lunga data di Theodore Roosevelt, ebbe un ruolo (ma non il titolo ufficiale) di primo capogruppo della maggioranza del senato statunitense. È più conosciuto per le sue posizioni in merito alla politica estera, specialmente per la sua battaglia contro il presidente Woodrow Wilson nel 1919 in merito all'adesione degli Stati Uniti al Trattato di Versailles del 1919. Lodge chiese il controllo da parte del Congresso per le dichiarazioni di guerra, Wilson rifiutò e bloccò il tentativo di Lodge di ratificare il trattato con riserve. Il risultato di tutto ciò fu che gli USA non fecero mai parte della Società delle Nazioni.

## Biografia

### Giovinezza
Lodge nacque a Beverly nel Massachusetts. Suo padre era John Ellerton Lodge, sua madre Anna Cabot (pronipote del mercante George Cabot). Crebbe a Beacon Hill (Boston) e passò la usa infanzia a Nahant (Massachusetts) dove fu testimone del rapimento del compagno di classe C. Allen Thorndike Rice (1851–1889) e per il quale diede la testimonianza chiave che portò all'arresto dei rapitori. Era anche cugino del polimata Charles Sanders Peirce.
Dopo aver viaggiato per l'Europa, Lodge ritornò ad Harvard e nel 1876 divenne uno dei primi laureati con il titolo di Ph.D. in storia e governo ad Harvard. La sua tesi trattava delle origini germaniche del diritto anglo-sassone. Il suo insegnante e mentore durante gli studi universitari fu Henry Adams, con il quale Lodge mantenne l'amicizia per tutta la vita. Lodge fu eletto lettore dell'American Academy of Arts and Sciences nel 1878. Nel 1881, fu eletto membro dell'American Antiquarian Society.

### Carriera politica
Dal 1880 al 1882, Lodge fu membro della Camera dei rappresentanti del Massachusetts. Lodge rappresentò il suo stato alla Camera dei rappresentanti degli Stati Uniti dal 1887 al 1893 e al Senato dal 1893 al 1924. Come il suo caro amico Theodore Roosevelt, Lodge era vicino alla fazione Mugwump del Partito Repubblicano.
Ciò non di meno sostenne con riluttanza sia James Blaine che il protezionismo nelle elezioni del 1884. Blaine perse per poca differenza dal vincitore. Lodge fu un fedele sostenitore del sistema aureo, opponendosi fieramente ai Popolisti e ai sostenitori del sistema monetario basato sull'argento come unità di misura, che erano guidati dal populista democratico William Jennings Bryan nel 1896.
Lodge fu rieletto con facilità più volte ma la sua più grande sfida ebbe luogo nella tornata elettorale del 1911. I democratici avevano ottenuto significativi incrementi di votanti nel Massachusetts e i repubblicani erano divisi tra le ali progressista e conservatrice, con Lodge che cercava di ammorbidire entrambe le parti. In un importante discorso prima del voto per la legislatura, Lodge si vantò del suo disinteressato servizio per lo stato. Egli pose l'accento sul fatto di non essere mai stato implicato in fatti corruttivi o di interesse personale. Raramente egli partecipava a campagne elettorali per sé stesso, ma ora dovette farlo, spiegando i suoi importanti ruoli nelle riforma dei servizi civili, nel mantenere il sistema aureo, nell'espandere la Marina, nello sviluppo di politiche per le Filippine e nel cercare di limitare l'immigrazione di persone illetterate dall'Europa, come anche il suo sostegno per alcune riforme progressiste. Soprattutto egli si appellò alla lealtà verso il partito. Lodge fu rieletto con cinque voti.

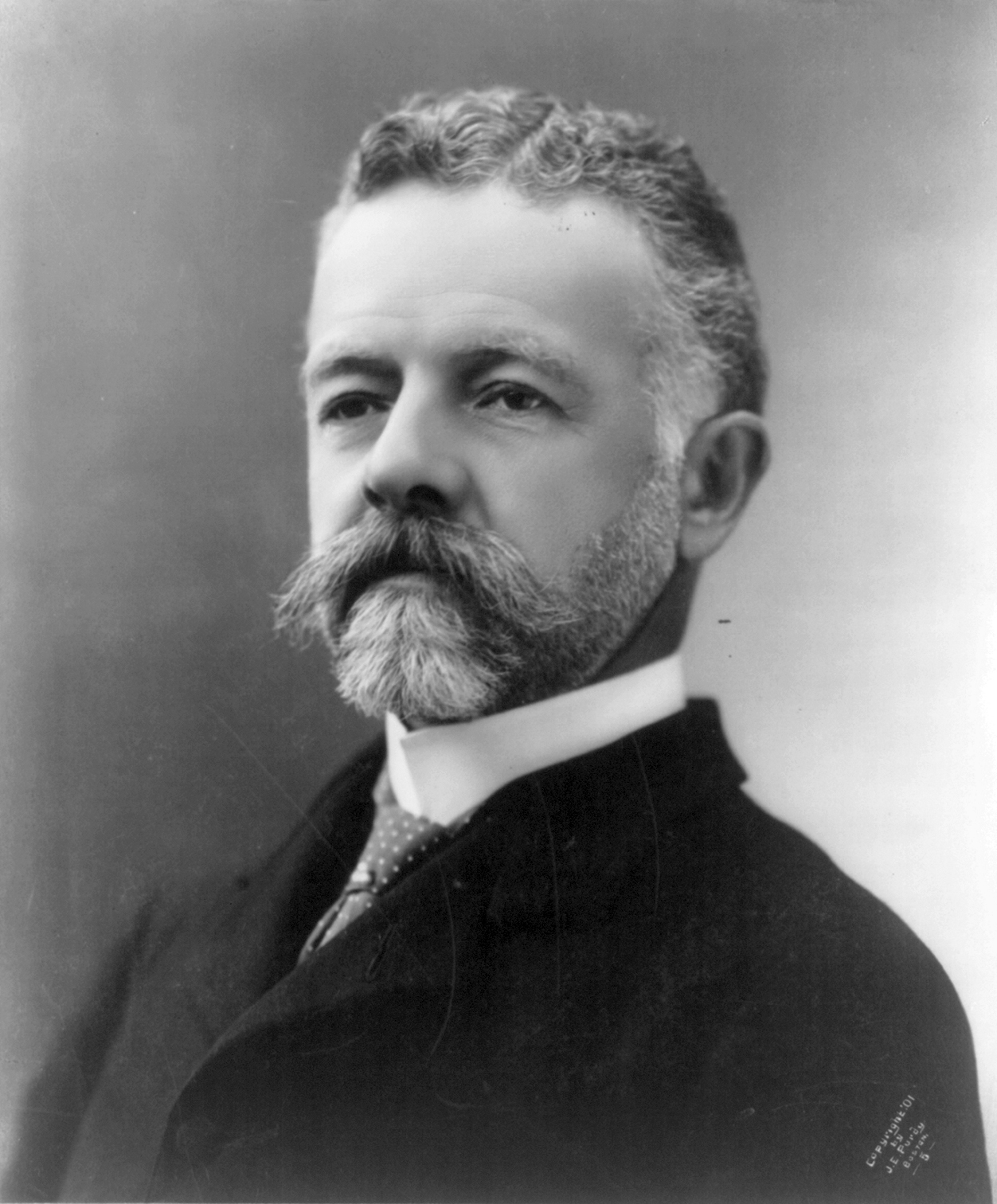
Lodge nel 1901

Lodge fu molto vicino a Theodore Roosevelt durante le carriere di entrambi. Comunque Lodge era troppo conservatore per accettare gli attacchi di Roosevelt al sistema giudiziario nel 1910, e alle sue richieste di iniziative, referendum e richiamo. Lodge non si pronunciò quando Roosevelt ruppe con l partito e corse come terzo candidato nel 1912. Lodge votò per Taft invece che per Roosevelt; quando Woodrow Wilson vinse le elezioni l'amicizia Lodge-Roosevelt riprese.

### Diritti civili
Nel 1890, Lodge fu co-autore della legge sulle elezioni federali, insieme al senatore George Frisbie Hoar, che garantì la protezione federale per gli Afroamericani che votavano per i diritti. Sebbene la legislazione proposta fosse sostenuta dal Presidente Benjamin Harrison, la legge fu bloccata dall'ostruzionismo dei Democratici in Senato. Nel 1891, egli divenne membro dell'associazione del Massachusetts dei Figli della Rivoluzione americana. Gli fu assegnato il numero d'iscrizione 4901. Nello stesso anno, a seguito del linciaggio di undici Italiani Americani a New Orleans, Lodge pubblicò un articolo che biasimava le vittime e proponeva nuove restrizioni sull'immigrazione italiana.

### Guerra ispano-americana
Lodge fu uno strenuo sostenitore dell'intervento a Cuba nel 1898, dicendo che era responsabilità morale per gli Stati Uniti intervenire:
(Dichiarazione pubblica di Henry Cabot Lodge a proposito della situazione a Cuba nel 1898)
A seguito della vittoria americana nella guerra ispano-americana, Lodge venne a rappresentare la fazione imperialista del Senato, quelli che chiedevano l'annessione delle Filippine. Lodge sosteneva che gli Stati Uniti avevano bisogno di una forte Marina militare e di un maggior coinvolgimento negli affari internazionali.

### Immigrazione

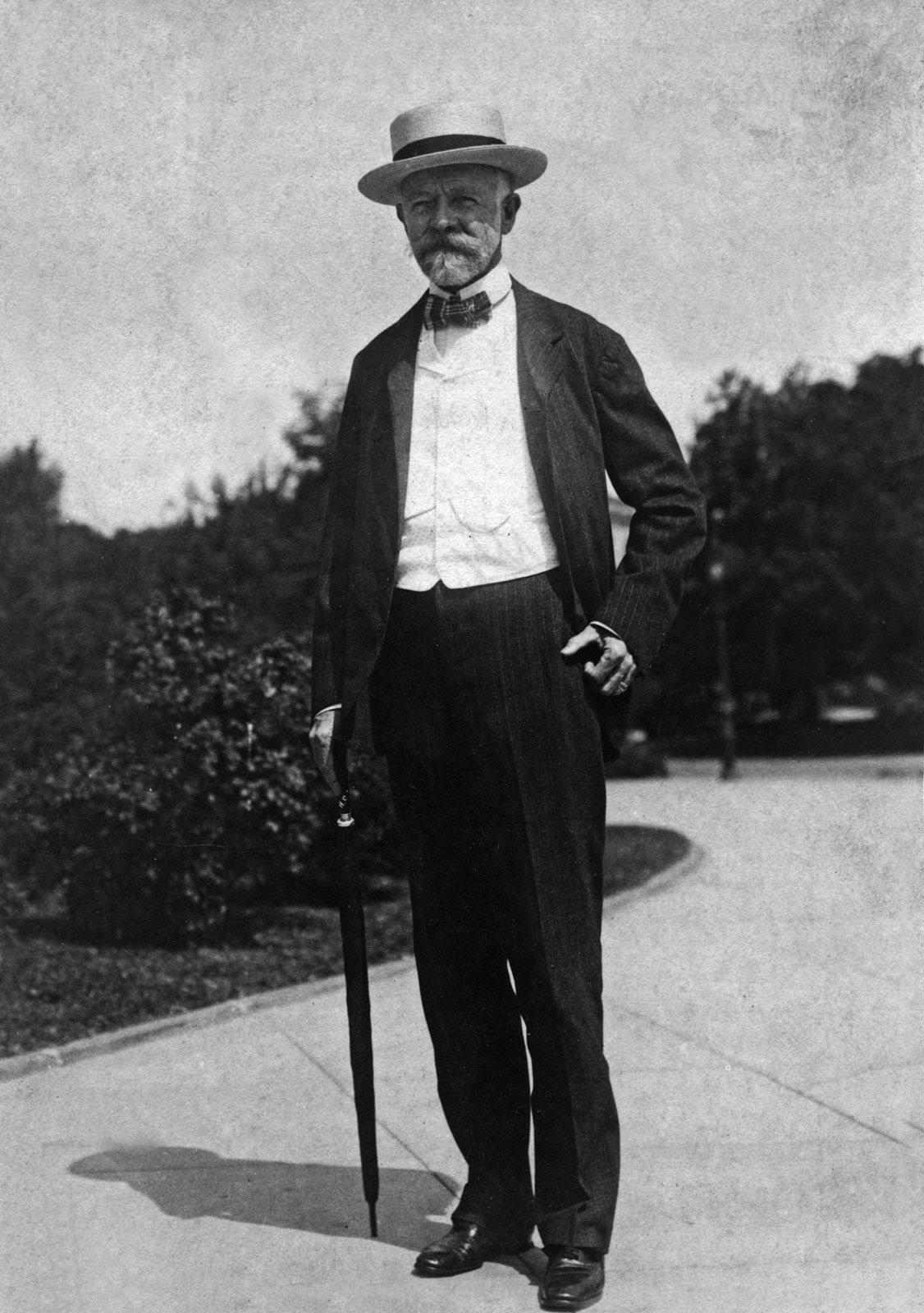
Henry Cabot Lodge, 1909 in Encyclopædia Britannica

Lodge fu un sostenitore delle restrizioni all'immigrazione, per vari motivi. Nel tardo XIX secolo e ai primi del XX un gran numero di immigrati, prevalentemente dall'Eiuropa dell'est e del sud, affluivano ai centri industriali americani, dove la povertà dei loro paesi di origine veniva perpetuata e le percentuali dei crimini crescevano. Molti dei nuovi venuti non erano solamente poveri, ma privi di un mestiere, illetterati e incapaci di parlare un inglese comprensibile.
Lodge temeva che lavoratori stranieri privi di specializzazione abbassassero il livello di vita degli operai americani e che un afflusso di immigranti ignoranti avrebbe provocato conflitti sociali e il declino nazionale.
La sua posizione era anche influenzata dalle sue convinzioni sulle razze. In un articolo del maggio 1891 sull'immigrazione italiana Lodge espresse il suo pensiero sull'immigrazione: "...le razze che hanno popolato gli Stati Uniti" erano in declino poiché "l'immigrazione di gente diversa da noi per sangue e razza" stava crescendo. Egli considerava gli italiani del Nord Italia superiori a quelli dell'Italia del sud, poiché erano più "teutonici" della loro controparte meridionale, la cui immigrazione egli riteneva dovesse essere contenuta.
Lodge era un sostenitore del "100% Americanismo," un tema diffuso nel movimento dei nativi locali in quel periodo. Indirizzandosi alla Società della Nuova Inghilterra di Brooklyn nel 1888, Lodge sosteneva:
((EN) Henry Cabot Lodge, Speeches, Houghton Mifflin, 1892,  p. 46.)
Egli comunque non credeva che tutte le razze fossero ugualmente in grado di essere assimilate. In The Great Peril of Unrestricted Immigration egli scrisse che "...voi potete prendere un Indù e dargli la migliore formazione che si può trovare al mondo...ma voi non ne potete un Inglese" e mise in guardia contro la mescolanza di razze "più elevate" e "più basse":
((EN) Henry Cabot Lodge, The Great Peril of Unrestricted Immigration, in Henry Allyn Frink (a cura di), The New Century Speaker for School and College, Ginn, 1898,  pp. 177-179.)
Come pubblica voce della Società per la restrizione dell'immigrazione, Lodge sostenne le prove di alfabetizzazione per gli immigranti in arrivo. Le prove sarebbero state progettate per escludere le persone di quelle razze che egli riteneva "troppo diverse dal corpo del popolo americano" Egli propose che gli Stati Uniti chiudessero temporaneamente tutte le ulteriori immigrazioni, particolarmente le persone di basso livello d'istruzione o capacità, per assimilare più facilmente i milioni di loro che erano già entrati. Dal 1907 al 1911 egli fu membro della Commissione Dillingham, un comitato congiunto di Camera e Senato costituito per studiare la composizione dell'immigrazione del periodo e formulare raccomandazioni al Congresso basate su questo studio. Le raccomandazioni della commissione portarono alla formulazione della Legge sull'immigrazione del 1917.

### Prima guerra mondiale
Lodge fu un deciso sostenitore dell'entrata da parte degli Stati Uniti nella prima guerra mondiale a fianco della Potenze alleate, attaccando il presidente Wilson per la scarsa preparazione militare e accusando i pacifisti di sabotare il patriottismo americano.
Dopo che gli Stati Uniti erano entrati in guerra, Lodge continuò ad attaccare Wilson come idealista privo di speranze, attaccando i suoi Quattordici punti come deboli e irrealistici. Egli affermò che la Germania avrebbe dovuto essere militarmente ed economicamente schiacciata e colpita da dure penalizzazioni in modo da non poter più essere una minaccia per la stabilità in Europa. Comunque, a parte le differenze politiche, anche prima della fine del primo mandato di Wilson e molto prima che gli Stati Uniti entrassero nella Grande Guerra, Lodge confidò a Teddy Roosevelt: "Io non mi sarei aspettato mai di odiare nessuno con l'odio che nutro per Wilson."
Egli fu Presidente del Comitato del Senato degli Stati Uniti per le relazioni cion l'estero (1919–1924).
Fu anche Presidente della Conferenza Repubblicana del Senato dal 1918 al 1924. Durante il suo periodo in carica egli e un altro potente senatore Albert J. Beveridge, spinsero per la realizzazione di una nuova Marina Militare.

### Società delle Nazioni
L'apice della carriera in Senato di Lodge venne nel 1919, quando come leader non ufficiale della maggioranza in Senato, ebbe a che fare con il Trattato di Versailles. Egli volle l'associazione alla Società delle Nazioni con riserve. I democratici del Senato, seguendo le direttive di Wilson, respinsero la proposta di Lodge di entrare nella Società delle Nazioni con riserve.
I Repubblicani si opposero all'associazione alla Società delle Nazioni nei termini di Wilson, che non prevedevano riserve, poiché ciò avrebbe significato che gli Stati Uniti si sarebbero potuti trovare in guerra senza l'approvazione del Congresso. Alla fine gli Stati Uniti non entrarono mai nella Società della Nazioni. Lodge ebbe ragione nel lungo termine, quando le sue riserve furono incorporate nelle Nazioni Unite nel 1945, cui fu conferito (come ad altre potenze mondiali) il diritto di veto.
L'obiezione chiave di Lodge alla Società delle Nazioni fu l'articolo 10 della Convenzione. Esso imponeva a tutte le nazioni firmatarie di rinunciare a un'aggressione di ogni genere se questo veniva ordinato dalla Società. Lodge respinse un impegno aperto indipendentemente dalla rilevanza degli interessi della sicurezza nazionale degli Stati Uniti. Egli insistette in modo particolare che il Congresso avrebbe dovuto approvare. Lodge era anche motivato da elementi politici; egli detestava il Presidente Wilson ed era impaziente di trovare un argomento perché il Partito Repubblicano partecipasse alle elezioni presidenziali del 1920.
Il senatore Lodge argomentò per un ruolo americano di potenza negli affari mondiali:
(Lodge, 1919)
Lodge fece appello al patriottismo dei cittadini americani obiettando a ciò che egli vedeva come un indebolimento della sovranità nazionale: "Io ho amato solo una bandiera e non posso condividere questa devozione e concedere affetto a una bandiera ibrida inventata per una Lega".
Il Senato era diviso in una miriade di posizioni sulla questione del Trattato di Versailles. Si dimostrò possibile realizzare una coalizione di maggioranza semplice ma non una di due terzi, necessaria all'approvazione del Trattato da parte del Senato. Un gruppo di Democratici sostenne con forza il Trattato di Versailles. Un secondo gruppo di Democratici sostenne il Trattato ma seguì Wilson nell'opporsi a qualsiasi emendamento o riserva. Il gruppo più numeroso, guidato da Lodge, comprendeva la maggioranza dei Repubblicani. Essi volevano un trattato con riserve, specialmente sull'articolo X, che implicava il potere della Società delle Nazioni di dichiarare una guerra senza il voto del Congresso degli Stati Uniti. Infine un gruppo bi-partisan di 13 "irreconciliabili" si opponeva al trattato sotto qualsiasi forma. Il momento in cui il Trattato fu più vicino alla sua approvazione da parte del Senato si verificò verso la metà di Novembre 1919, quando Lodge e i suoi Repubblicani formarono una coalizione con i Democratici favorevoli al Trattato, e giunsero vicini alla maggioranza dei due terzi per l'approvazione del Trattato, con riserve, ma Wilson respinse il compromesso. Cooper e Bailey suggerirono che l'attacco ischemico subito da Wilson il 25 settembre 1919 avesse così alterata la sua personalità da renderlo effettivamente incapace di un negoziato con Lodge. Cooper dice che gli effetti psicologici dell'attacco ischemico erano profondi: 
(Cooper, Woodrow Wilson, 544, 557–560; Bailey calls Wilson's rejection, "The Supreme Infanticide," Woodrow Wilson and the Great Betrayal, 1945, p. 271)
Il Trattato di Versailles entrò in vigore ma gli Stati Uniti non lo sottoscrissero e fecero una pace separata con la Germania e con l'Impero Austro-ungarico. La Società delle Nazioni divenne operativa ma gli Stati Uniti non vi aderirono. Gli storici sono concordi sul fatto che la Società delle Nazioni era inefficace nel trattare gli eventi più importanti, ma dibattono sul fatto che l'eventuale adesione degli Stati Uniti avrebbe fatto molta differenza. Nel 1945 la Società delle Nazioni fu rimpiazzata dalle Nazioni Unite, che assunsero molti dei compiti dei suoi compiti, procedure e funzioni di mantenimento della pace, sebbene il contenuto dell'Articolo 10 non fosse stato più riportato nel mandato ONU. Cioè l'ONU fu strutturato secondo i piani di Lodge, con gli Stati Uniti (e altre potenze) cui veniva attribuito un diritto di veto, che non esisteva nella precedente Società delle Nazioni. Henry Cabot Lodge, Jr., nipote in linea diretta di Lodge, fu Rappresentante permanente per gli Stati Uniti d'America alle Nazioni Unite dal 1953 al 1960.

### La Conferenza navale di Washington
Nel 1922 il Presidente Warren G. Harding nominò Lodge delegato alla Conferenza navale di Washington (Conferenza Internazionale sulla Limitazione degli Armamenti), condotta dal Segretario di Stato Charles Evans Hughes, e comprendente Elihu Root e Oscar Underwood. Questa fu la prima conferenza sul disarmo della storia ed aveva lo scopo di ottenere la pace attraverso la riduzione degli armamenti. Partecipata da nove nazioni, Giappone, Cina, Francia, Gran Bretagna, Italia, Belgio, Paesi Bassi e Portogallo, la conferenza concluse tre trattati più importanti: Trattato delle quattro potenze, Trattato delle cinque potenze (più comunemente noto come Trattato navale di Washington) e Trattato delle nove potenze, più un certo numero di accordi minori.

## Eredità
Lo storico George E. Mowry sostiene che:
(George E. Mowry, "Politicking in Acid," The Saturday Review October 3, 1953, p. 30)

## Vita privata
Nel 1871 egli sposò Anna "Nannie" Cabot Mills Davis, figlia dell'Ammiraglio Charles Henry Davis. La coppia ebbe tre figli:
- Constance Davis Lodge (1872–1948), moglie del deputato degli Stati Uniti Augustus Peabody Gardner (dal 1892 al 1918) e poi del brigadiere generale Clarence Charles Williams (dal 1923 al 1948)
- George Cabot Lodge (1873–1909), un famoso poeta. I figli di George, Henry Cabot Lodge, Jr., (1902–1985) e John Davis Lodge (1903–1985), divennero entrambi uomini politici.[25]
- John Ellerton Lodge (1876–1942), un curatore d'arte.[26]

Il 5 novembre 1924, Lodge subì un grave attacco ischemico mentre era ricoverato all'ospedale per un'operazione di rimozione di calcoli ai reni.
Morì quattro giorni dopo all'età di 74 anni.
La sua salma fu inumata nel Cimitero di Mount Auburn a Cambridge, nel Massachusetts.

## Pubblicazioni
- 1877. Life and letters of George Cabot. Little, Brown.
- 1880. Ballads and Lyrics, Selected and Arranged by Henry Cabot Lodge. Houghton Mifflin (1882 reissue contains a Preface by Lodge)
- 1882. Alexander Hamilton. Houghton Mifflin
- 1883. Daniel Webster. Houghton Mifflin.
- 1887. Alexander Hamilton. Houghton Mifflin.
- 1889. George Washington. (2 volumi). Houghton Mifflin.
- 1891. Boston (Historic Towns serie). Longmans, Green, and Co.
- 1891.  Lynch Law and Unrestricted Immigration, in The North American Review, vol. 152, n. 414, maggio 1891,  pp. 602-612.
- 1892. Speeches. Houghton Mifflin.
- 1895. Hero tales from American history. With Theodore Roosevelt. Century.
- 1898. The story of the Revolution. (2 volumi). Charles Scribner's Sons.
- 1898. (EN) The Great Peril of Unrestricted Immigration, in The New Century Speaker for School and College, Ginn, 1898,  pp. 177–179.
- 1902. A Fighting Frigate, and Other Essays and Addresses. Charles Scribner's Sons.
- 1906. A Frontier Town and Other Essays. Charles Scribner's Sons.
- 1909. Speeches and Addresses: 1884–1909. Charles Scribner's Sons.online
- 1909. The Best of the World's Classics, Restricted to Prose. (10 volumes). With Francis Whiting Halsey. Funk & Wagnalls.
- 1910. The History of Nations. H. W. Snow.
- 1913. Early Memories. Charles Scribner's Sons.
- 1915. The Democracy of the Constitution, and Other Addresses and Essays. Charles Scribner's Sons.
- 1919. Theodore Roosevelt. Houghton Mifflin.
- 1921. The Senate of the United States and other essays and addresses, historical and literary. Charles Scribner's Sons.
- 1925. The Senate and the League of Nations. Charles Scribner's Sons.
- Roosevelt, Theodore, and Henry Cabot Lodge. Selections from the Correspondence of Theodore Roosevelt and Henry Cabot Lodge, 1884–1918 (2 vol. 1925)